# Слава (град)
Слава (град) (пољ. Sława) је град у Пољској у Војводству Лубушком у Повјату wschowski. Према попису становништва из 2011. у граду је живело 3.966 становника.

## Становништво
Према прелиминарним подацима са пописа, у граду је 2011. живело 3.966 становника.
| 2002. | 2011. | 2012. |
| ----- | ----- | ----- |
| 3.879 | 3.966 | 3.957 |

## Партнерски градови
- Esneux
- Лукау